# Valeri Sarytchev
Pour les articles homonymes, voir Sarytchev.
Valeri Konstantinovitch Sarytchev (en russe : Валерий Константинович Сарычев), aussi connu sous le nom Shin Eui-son (en coréen : 신의손), est un footballeur international tadjik né le 12 janvier 1960 à Douchanbé. Il possède également la nationalité sud-coréenne depuis 2000.

## Biographie
Natif de Douchanbé, Valeri Sarytchev effectue dans cette même ville sa formation de footballeur et intègre à partir de 1978 l'effectif du Pamir Douchanbé, pour qui il fait ses débuts professionnels en deuxième division soviétique la même année à l'âge de 18 ans. Il s'impose comme titulaire régulier à partir de 1980 et est transféré dès la mi-saison 1981 au CSKA Moscou avec qui il découvre le premier échelon, disputant quatre rencontres.
Il est transféré en milieu d'année 1982 au Torpedo Moscou où il est dans un premier temps remplaçant en raison de la concurrence du vétéran Viatcheslav Chanov avant de devenir le principal titulaire dans les buts à partir de 1984. Il remporte son premier titre en gagnant la Coupe d'Union soviétique en 1986. Son temps de jeu se réduit nettement au cours des années 1986 et 1987 en raison de la montée du jeune du Dmitri Kharine mais il retrouve par la suite sa place de titulaire après le départ de ce dernier en 1988, restant gardien principal jusqu'en 1991. Il découvre alors les compétitions européennes en prenant part à 14 rencontres de Coupe UEFA et de Coupe des coupes entre 1988 et 1991. Ses performances lui valent enfin d'être élu gardien soviétique de l'année en 1991.
À l'âge de 32 ans et après près d'une décennie au Torpedo Moscou, Sarytchev profite de l'ouverture des frontières à la suite de la dissolution de l'Union soviétique pour partir en Corée du Sud où il s'engage avec le Seongnam Ilhwa Chunma en 1992. Il s'y impose immédiatement comme titulaire et devient un des meilleurs gardiens du championnat sud-coréen, qu'il remporte trois fois de suite entre 1993 et 1995. Il gagne également lors de cette dernière année la Coupe d'Asie des clubs champions. Il connaît également sa seule et unique sélection sous les couleurs du Tadjikistan à l'occasion d'un match amical perdu contre la Corée du Sud (1-4) le 24 août 1997.
Il est de moins en moins utilisé vers la fin des années 1990 en raison d'une législations de plus en plus contraignante envers les gardiens de but étrangers, ses performances avec Ilhwa Chunma ayant en effet inspiré la plupart des autres équipes sud-coréennes à chercher leurs gardiens du côté de l'étranger,,. Après avoir quitté Ilhwa Chunma en 1998, Sarytchev met alors sa carrière de côté et devient entraîneur des gardiens au Anyang LG Cheetahs. Il est par la suite naturalisé et obtient en 2000 la nationalité sud-coréenne, prenant comme nom coréen « Shin Eui-son », pouvant se traduire par « la main de Dieu »,.
Cette naturalisation lui permet de rejouer dans le championnat sud-coréen, et il intègre la même année l'effectif du Anyang LG Cheetahs où il remporte dans la foulée son quatrième titre national. Il connaît également une deuxième finale en Coupe des clubs champions en 2002, perdue face au Suwon Samsung Bluewings. Il passe en tout cinq saisons aux Cheetas avant de mettre un terme définitif à sa carrière en 2005, à l'âge de 45 ans. Près de 45 000 personnes assistent à son dernier match. 
Après la fin de sa carrière, il reste en Corée du Sud où il se consacre à l'entraînement des gardiens, fondant notamment la première école pour gardiens de but du pays. Déjà nommé à cinq reprises au sein de l'équipe-type du championnat sud-coréen durant sa carrière de joueur entre 1992 et 2001, Sarytchev est nommé en 2013 dans l'équipe-type historique de la compétition à l'occasion du trentième anniversaire de son lancement.

## Statistiques
| Saison                | Club                  | Championnat           | Championnat | Championnat | Coupe(s) nationale(s) | Coupe(s) nationale(s) | Compétition(s) continentale(s) | Compétition(s) continentale(s) | Compétition(s) continentale(s) | Total | Total |
| Saison                | Club                  | Division              | M.          | B.          | M.                    | B.                    | Comp.                          | M.                             | B.                             | M.    | B.    |
| 1978                  | Pamir Douchanbé       | D2                    | 14          | 0           | 1                     | 0                     | -                              | -                              | -                              | 15    | 0     |
| 1979                  | Pamir Douchanbé       | D2                    | 18          | 0           | -                     | -                     | -                              | -                              | -                              | 18    | 0     |
| 1980                  | Pamir Douchanbé       | D2                    | 38          | 0           | 2                     | 0                     | -                              | -                              | -                              | 40    | 0     |
| 1981                  | Pamir Douchanbé       | D2                    | 23          | 0           | 1                     | 0                     | -                              | -                              | -                              | 24    | 0     |
| Sous-total            | Sous-total            | Sous-total            | 93          | 0           | 4                     | 0                     | -                              | -                              | -                              | 97    | 0     |
| 1981                  | CSKA Moscou           | D1                    | 4           | 0           | -                     | -                     | -                              | -                              | -                              | 4     | 0     |
| Sous-total            | Sous-total            | Sous-total            | 4           | 0           | -                     | -                     | -                              | -                              | -                              | 4     | 0     |
| 1982                  | Torpedo Moscou        | D1                    | 1           | 0           | -                     | -                     | -                              | -                              | -                              | 1     | 0     |
| 1983                  | Torpedo Moscou        | D1                    | 2           | 0           | -                     | -                     | -                              | -                              | -                              | 2     | 0     |
| 1984                  | Torpedo Moscou        | D1                    | 26          | 0           | 2                     | 0                     | -                              | -                              | -                              | 28    | 0     |
| 1985                  | Torpedo Moscou        | D1                    | 26          | 0           | 2                     | 0                     | -                              | -                              | -                              | 28    | 0     |
| 1986                  | Torpedo Moscou        | D1                    | 6           | 0           | 7                     | 0                     | -                              | -                              | -                              | 13    | 0     |
| 1987                  | Torpedo Moscou        | D1                    | 3           | 0           | 5                     | 0                     | -                              | -                              | -                              | 8     | 0     |
| 1988                  | Torpedo Moscou        | D1                    | 26          | 0           | 10                    | 0                     | C3                             | 1                              | 0                              | 37    | 0     |
| 1989                  | Torpedo Moscou        | D1                    | 30          | 0           | 10                    | 0                     | C2                             | 4                              | 0                              | 44    | 0     |
| 1990                  | Torpedo Moscou        | D1                    | 24          | 0           | 6                     | 0                     | C3                             | 6                              | 0                              | 36    | 0     |
| 1991                  | Torpedo Moscou        | D1                    | 17          | 0           | 4                     | 0                     | C3                             | 3                              | 0                              | 24    | 0     |
| Sous-total            | Sous-total            | Sous-total            | 161         | 0           | 46                    | 0                     | -                              | 14                             | 0                              | 221   | 0     |
| 1992                  | Seongnam Ilhwa Chunma | D1                    | 40          | 0           | 10                    | 0                     | -                              | -                              | -                              | 50    | 0     |
| 1993                  | Seongnam Ilhwa Chunma | D1                    | 35          | 0           | 5                     | 0                     | -                              | -                              | -                              | 40    | 0     |
| 1994                  | Seongnam Ilhwa Chunma | D1                    | 36          | 0           | 6                     | 0                     | -                              | -                              | -                              | 42    | 0     |
| 1995                  | Seongnam Ilhwa Chunma | D1                    | 34          | 0           | 7                     | 0                     | -                              | -                              | -                              | 41    | 0     |
| 1996                  | Seongnam Ilhwa Chunma | D1                    | 27          | 0           | 2                     | 0                     | -                              | -                              | -                              | 29    | 0     |
| 1997                  | Seongnam Ilhwa Chunma | D1                    | 16          | 0           | 7                     | 0                     | -                              | -                              | -                              | 23    | 0     |
| 1998                  | Seongnam Ilhwa Chunma | D1                    | 5           | 0           | -                     | -                     | -                              | -                              | -                              | 5     | 0     |
| Sous-total            | Sous-total            | Sous-total            | 157         | 0           | 37                    | 0                     | -                              | -                              | -                              | 194   | 0     |
| 2000                  | Anyang LG Cheetahs    | D1                    | 24          | 0           | 8                     | 0                     | -                              | -                              | -                              | 32    | 0     |
| 2001                  | Anyang LG Cheetahs    | D1                    | 27          | 0           | 11                    | 0                     | -                              | -                              | -                              | 38    | 0     |
| 2002                  | Anyang LG Cheetahs    | D1                    | 26          | 0           | 9                     | 0                     | -                              | -                              | -                              | 35    | 0     |
| 2003                  | Anyang LG Cheetahs    | D1                    | 18          | 0           | 1                     | 0                     | -                              | -                              | -                              | 19    | 0     |
| 2004                  | Anyang LG Cheetahs    | D1                    | -           | -           | 7                     | 0                     | -                              | -                              | -                              | 7     | 0     |
| Sous-total            | Sous-total            | Sous-total            | 95          | 0           | 33                    | 0                     | -                              | -                              | -                              | 128   | 0     |
| Total sur la carrière | Total sur la carrière | Total sur la carrière | 510         | 0           | 122                   | 0                     | -                              | 14                             | 0                              | 646   | 0     |

## Palmarès
Torpedo Moscou
- Vainqueur de la Coupe d'Union soviétique en 1986.
- Finaliste de la Coupe d'Union soviétique en 1988, 1989 et 1991.

 Seongnam Ilhwa Chunma
- Champion de Corée du Sud en 1993, 1994 et 1995.
- Vainqueur de la Coupe de la Ligue en 1992.
- Vainqueur de la Coupe d'Asie des clubs champions en 1995.
- Vainqueur de la Supercoupe d'Asie en 1996.
- Vainqueur de la Coupe afro-asiatique des clubs en 1996.

 Anyang LG Cheetahs
- Champion de Corée du Sud en 2000.
- Vainqueur de la Supercoupe de Corée du Sud en 2001.
- Finaliste de la Coupe d'Asie des clubs champions en 2002.

Distinctions individuelles
- Gardien soviétique de l'année en 1991.
- Équipe type de la K League en 1992, 1993, 1994, 1995, 2000 et 2001.